# (1540) Kevola
(1540) Kevola ist ein Asteroid des Hauptgürtels, der am 16. November 1938 von der finnischen Astronomin Liisi Oterma in Turku entdeckt wurde.
Der Name des Asteroiden erinnert an die finnische Kevola Sternwarte, die von Hilkka Rantaseppä betrieben wurde.